# In the Line of Duty: Ambush in Waco
In the Line of Duty: Ambush in Waco är en amerikansk TV-film från 1993, regisserad av Dick Lowry. Filmen handlar om de händelser som ledde fram till belägringen i Waco. I huvudrollen som David Koresh ses Tim Daly.

## Rollista (urval)
- Tim Daly – David Koresh
- William O'Leary – Adrian
- Neal McDonough – Jason
- Lewis Smith – Robert Williams
- Marley Shelton – Laura
- Jeri Ryan – Rebecca
- Stephen Mailer
- Debra Jo Rupp – Dorrie
- Clu Gulager – McLennan County Sheriff
- Gordon Clapp – Glenn
- Richard McGonagle
- Susanna Thompson – Meg
- Heather McAdam – Michelle
- Kris Kamm
- Dan Lauria – Bob Blanchard